# آریل ورومن
آریل ورومن (انگلیسی: Ariel Vromen؛ زادهٔ ۱۴ فوریهٔ ۱۹۷۳) کارگردان فیلم، فیلم‌نامه‌نویس، تهیه‌کننده فیلم و دی‌جی اهل اسرائیل است. وی از سال ۲۰۰۱ میلادی تاکنون مشغول فعالیت بوده است. وی مدتی در واحد ۶۶۹ از نیروهای دفاعی اسرائیل خدمت کرد و سپس برای تحصیل به دانشگاه کنت گرفت.
او بیشتر به خاطر کارگردانی فیلم آیسمن (۲۰۱۲) که به زندگی ریچارد کوکلینسکی، قاتل زنجیره‌ای مشهور آمریکایی پرداخته، شناخته شده است.

## فیلم‌شناسی به‌عنوان کارگردان
- گوهر بیابان (۲۰۰۱) - فیلم کوتاه
- آر. اکس (۲۰۰۵)
- دانیکا (۲۰۰۶)
- آیسمن (۲۰۱۲)
- مجرم (۲۰۱۶)
- مشکوک (۲۰۱۱) - فیلم مستند
- فرشته (۲۰۱۸)
- ۲۹ آوریل ۱۹۹۲ (TBA)